# Yaddiel Sport de Upata Fútbol Club
Yaddiel Sport de Upata Fútbol Club es un equipo de fútbol venezolano, establecido en Upata, estado Bolívar, que milita en la Tercera División de Venezuela

## Historia
Fundado en 2006 como Yaddiel Sport de Guasipati Fútbol Club, compitió en torneos a nivel local y regional, para incursionar en la Tercera División Venezolana 2013/14, a partir de la segunda parte de la temporada, en el Torneo Nivelación 2014). Forma parte del Grupo Oriental II, junto a rivales como Minasoro Fútbol Club y Atlético Bolívar Fútbol Club, además de compromisos intergrupales con clubes del Grupo Oriental I, entre ellos Ciudad Vinotinto, obteniendo un empate en condición de local y ante la Fundación UDC, donde cayó 2-1. Logró finalizar en la tercera casilla de su grupo tras sumar 11 puntos., siendo el "mejor tercer lugar" de los grupos orientales, y logra mantener los derechos deportivos para participar en la siguiente temporada.
En la Tercera División Venezolana 2014/15, toma parte en el Apertura 2014, donde finaliza en la séptima casilla del grupo oriental, sumando 2 victorias, 1 empate y un total de 10 derrotas; desiste de participar en el segundo torneo de la temporada, el Nivelación 2015. Regresa un año después a competencia, en la segunda mitad del Adecuación 2015, finalizando último de su grupo con 1 solo punto obtenido.

## Cambio de Nombre y Sede
Para la Tercera División Venezolana 2016, el equipo fundado originalmente en Guasipati, se muda de localidad a Upata, y cambia su nombre a Yaddiel Sport de Upata Fútbol Club, teniendo como sede el Estadio 17 de Mayo, recinto deportivo que compartiría con el otro conjunto de la localidad, el Deportivo Upata FC. En el Apertura 2016, forma parte del Grupo Oriental "A" con el mencionado Deportivo Upata FC, y los legendarios conjuntos representativos de El Callao: Minervén SC y el Minasoro FC. Cercano al final del certamen, el equipo bolivarense desiste de seguir participando tras presentar una situación económica precaria, finalizando en la tercera casilla de grupo.

## Estadio
Juega sus partidos como local en el estadio Héctor Thomas, de la población de El Callao En sus inicios en la categoría. En la temporada 2016, disputó sus partidos como local en el Estadio 17 de Mayo, ubicado en Upata.

## Datos del club
- Temporadas en 1.ª División: 0
- Temporadas en 2.ª División: 0
- Temporadas en 3.ª División: 3 (2013-14), (Adecuación 2015), (2016)).